# کیران شاه
کیران شاه (انگلیسی: Kiran Shah؛ زادهٔ ۲۸ سپتامبر ۱۹۵۶) یک هنرپیشه و بدل‌کار اهل کنیا است. وی از سال ۱۹۷۷ میلادی تاکنون مشغول فعالیت بوده‌است.
از فیلم‌ها یا برنامه‌های تلویزیونی که وی در آن نقش داشته است می‌توان به بلور تاریک، جنگ ستارگان: بازگشت جدای، افسانه، شرلوک هولمز: نشانه چهار، هری پاتر و سنگ جادو، ارباب حلقه‌ها: یاران حلقه، ارباب حلقه‌ها: دو برج، ارباب حلقه‌ها: بازگشت پادشاه، سرگذشت نارنیا: شیر، کمد و جادوگر، هابیت: یک سفر غیرمنتظره، جنگ ستارگان: نیرو برمی‌خیزد، جنگ ستارگان: آخرین جدای، سولو: داستانی از جنگ ستارگان و جنگ ستارگان: خیزش اسکای‌واکر اشاره کرد.
شاه طبق رکوردهای جهانی گینس کوتاه‌ قدترین بدل‌کار جهان است. او به عنوان بازیگر در ۳۱ فیلم و به عنوان بدل‌کار در ۳۷ فیلم ظاهر شده‌است.